# District de Sanshui
Le district de Sanshui (三水区 ; pinyin : Sānshuǐ Qū) est une subdivision administrative de la province du Guangdong en Chine. Il est placé sous la juridiction de la ville-préfecture de Foshan.
Selon les résultats de l'archéologie dans la ville de Bai ni, il y avait des êtres humains installés dans le district de Sanshui il y a environ quatre mille ans.( Source: 三水--Wikipedia )

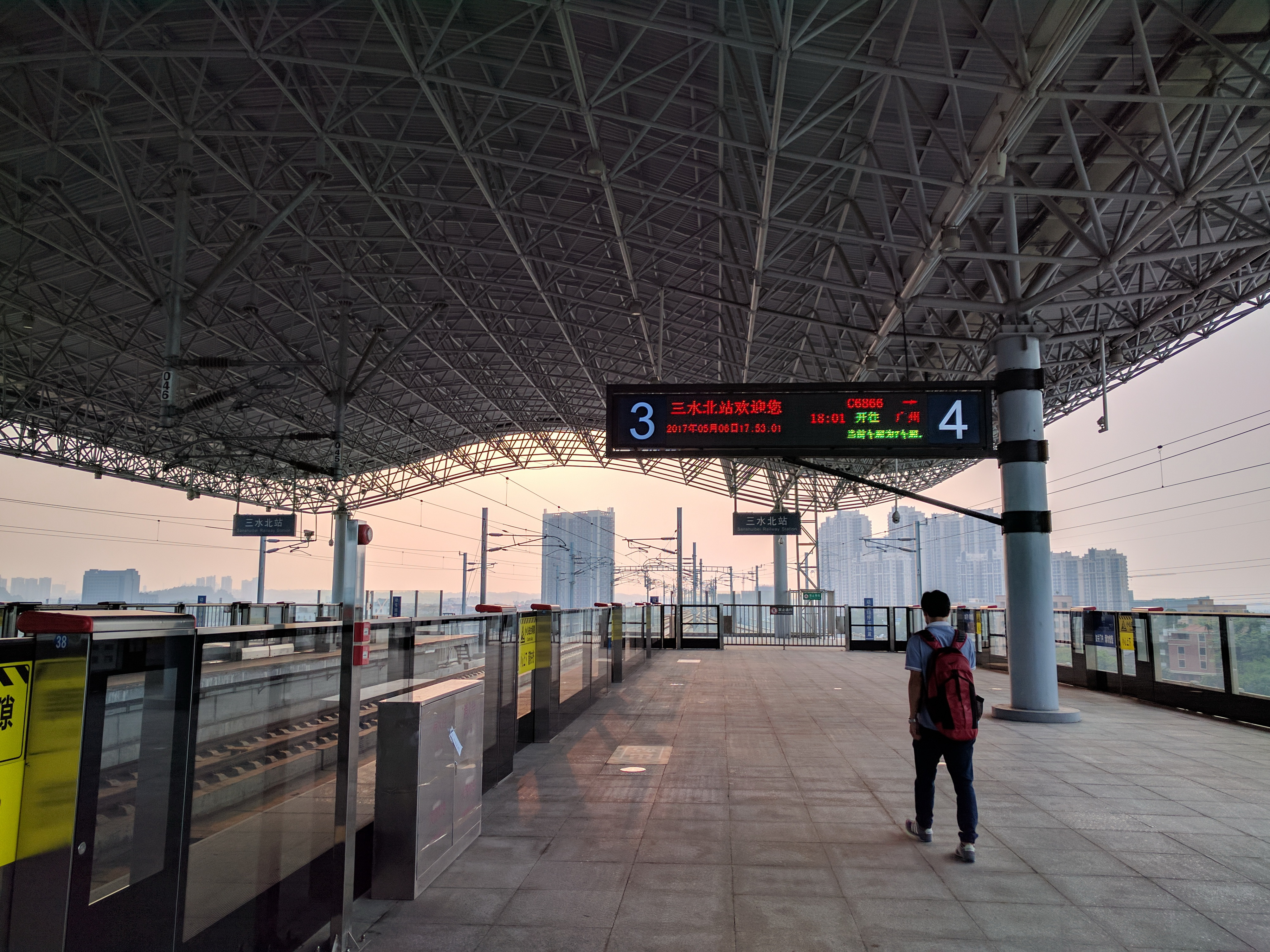
Gare de Sanshuibei

## Démographie
La population du district était de 386 312 habitants en 1999.
Personnages célèbres dont la ville natale est Sanshui : He wei bo (Chinois : 何維栢）, officier supérieur de la dynastie Ming
Wang jing wei (Chinois : 汪精衛）： est un homme politique chinois. Proche collaborateur de Sun Yat-Sen, il fut membre de l’aile gauche du Kuomintang (KMT) et dirigea un temps le gouvernement de la République de Chine. （ Wang Jingwei ）
Amanda Lee（Chinois : 李蕙敏）: célèbre chanteuse de Hong Kong